# エイドリアン・パン
エイドリアン・パン（Adrian Pang, 1966年1月8日 - ）は、シンガポールの俳優である。中国語名は彭耀順。

## 人物
マレーシア・ムラカ州出身、客家系。

## 出演作品

### 映画
- Peggy Su!（1997、イギリス）
- フォーエバー・フィーバー（1998、シンガポール）
- Yellow Fever（1998、イギリス）
- Everybody Loves Sunshine（1999、イギリス）
- Offending Angels （2000、イギリス）
- Second Generation（2000、イギリス）
- Night Swimmer（2000、イギリス）
- スパイ・ゲーム（2001、アメリカ他）
- Holiday（2002、シンガポール）
- 爱都爱都（2005、シンガポール・インドネシア）
- 鬼啊鬼啊（2007、シンガポール）
- Gone Shopping（2007、シンガポール）
- The Carrot Cake Conversations（2008、シンガポール）
- The Blue Mansion（2009、シンガポール）
- Porn Masala（2011、シンガポール）
- 龙众舞（2012、シンガポール）
- パニック・マーケット3D（2012、オーストラリア・シンガポール）
- Sex.Violence.FamilyValues.（2013、シンガポール）
- 世界末日（2013、シンガポール）
- Unlucky Plaza（2014、シンガポール）
- ブラックハット（2015、アメリカ）
- The Faith of Anna Waters（2016、シンガポール・アメリカ）
- Burn （2016、シンガポール）